# 莱克汉普顿圣腓利圣雅各堂

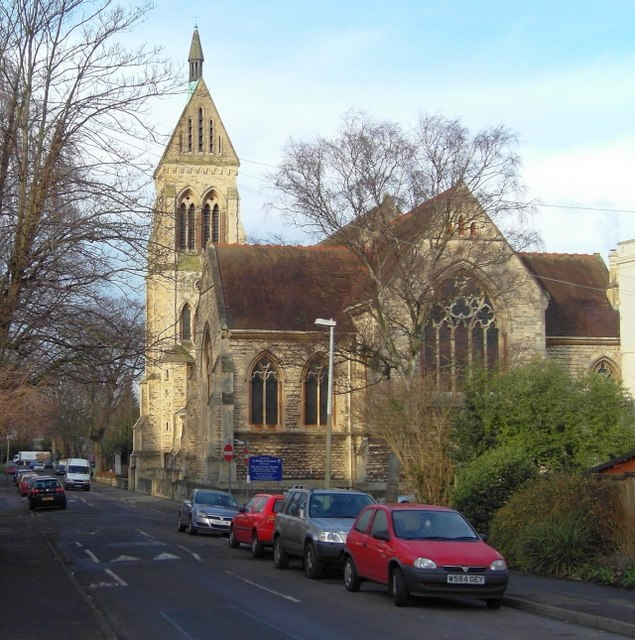

莱克汉普顿圣腓利圣雅各堂（St Philip & St James, Leckhampton）是英格兰圣公会的一座教堂，位于英格兰格洛斯特郡的切尔滕纳姆南部，属于圣公会格洛斯特教区，已有150年历史，现有信徒200多人。

## 历史
1840年5月1日，圣腓利堂献堂，为圣彼得堂的分堂。1869年成为独立堂区，任命了牧师。
十年后，教堂扩建，建成目前的教堂。工程历时三年。1882年5月，格洛斯特主教主持了献堂典礼，但该堂没有建造尖顶，因为超出了地基的承载能力。1903年，建造了鞍背塔楼，代替尖顶。
该堂为维多利亚哥特式风格，有一块雕刻精美的石雕，还有一幅晚餐壁画。

2018年，该教堂获准将内部现代化进行改造，移走长椅，将中殿改造成多用途空间， 圣所和祭坛则保留原貌。工程于2020年1月开始。
51°53′19″N 2°4′55″W / 51.88861°N 2.08194°W